# Борићевићи
Династија Борићевићи је прва позната српска династија која је владала Босном као бановином. Родоначелник ове династије је био бан Борић који владао њоме у предиоду од 1154. до 1163. године, као угарски вазал.
Бан Борић се први пут помиње 1154. године, а посљедњи 1163. године. Помиње га и византијски историчар Јован Kинам која описује године 1118–1176. Прво директно помињање бана Борића је 1154. године у везано за византијско-угарски рат. Учествовао је у сукобу на страни Угарске, као угарски вазал и бан Босне. Kинам је Борића описао као "егзарха (гувернера) земље/државе Босне". Није познато како и када је Борић дошао на власт у Босни. Највјеротаније када је Угарска заузела Босну 1130-их, Борић је као угарски вазал постављен за управитеља у Босни, и тада је био дужан учествовати у опсади Браничева 1154. године.
Бан Борић је имао два сина по имену Борић и Павле. Борић Борићевић и Павле Борићевић имали су синове Одолу, Челка и Борића. У широј породици били су и Детмар и Бенедикт (такође звани Борић). Његови потомци су у 13. веку имали поседе са обе стране реке Саве, у источном и западном делу данашње Пожешке жупаније.